# Mountainbike-Weltmeisterschaften 1994
Im Jahre 1994 wurden die 5. Mountainbike-Weltmeisterschaften offiziell unter der Flagge des Weltradsportverbandes UCI in Vail in Vereinigte Staaten ausgetragen.

## Cross Country

### Männer
| Platz | Land | Athlet         |
| ----- | ---- | -------------- |
| 1     | DEN  | Henrik Djernis |
| 2     | USA  | David Juarez   |
| 3     | NED  | Bart Brentjens |

### Frauen
| Platz | Land | Athletin        |
| ----- | ---- | --------------- |
| 1     | CAN  | Alison Sydor    |
| 2     | USA  | Susan Demattei  |
| 3     | USA  | Sara Ballantyne |

## Downhill

### Männer
| Platz | Land | Athlet          |
| ----- | ---- | --------------- |
| 1     | FRA  | François Gachet |
| 2     | SWE  | Tommy Johansson |
| 3     | ITA  | Corrado Herin   |

### Frauen
| Platz | Land | Athletin         |
| ----- | ---- | ---------------- |
| 1     | USA  | Missy Giove      |
| 2     | FRA  | Sophie Kempf     |
| 3     | ITA  | Giovanna Bonazzi |